# Koninklijk Paleis van Cambodja

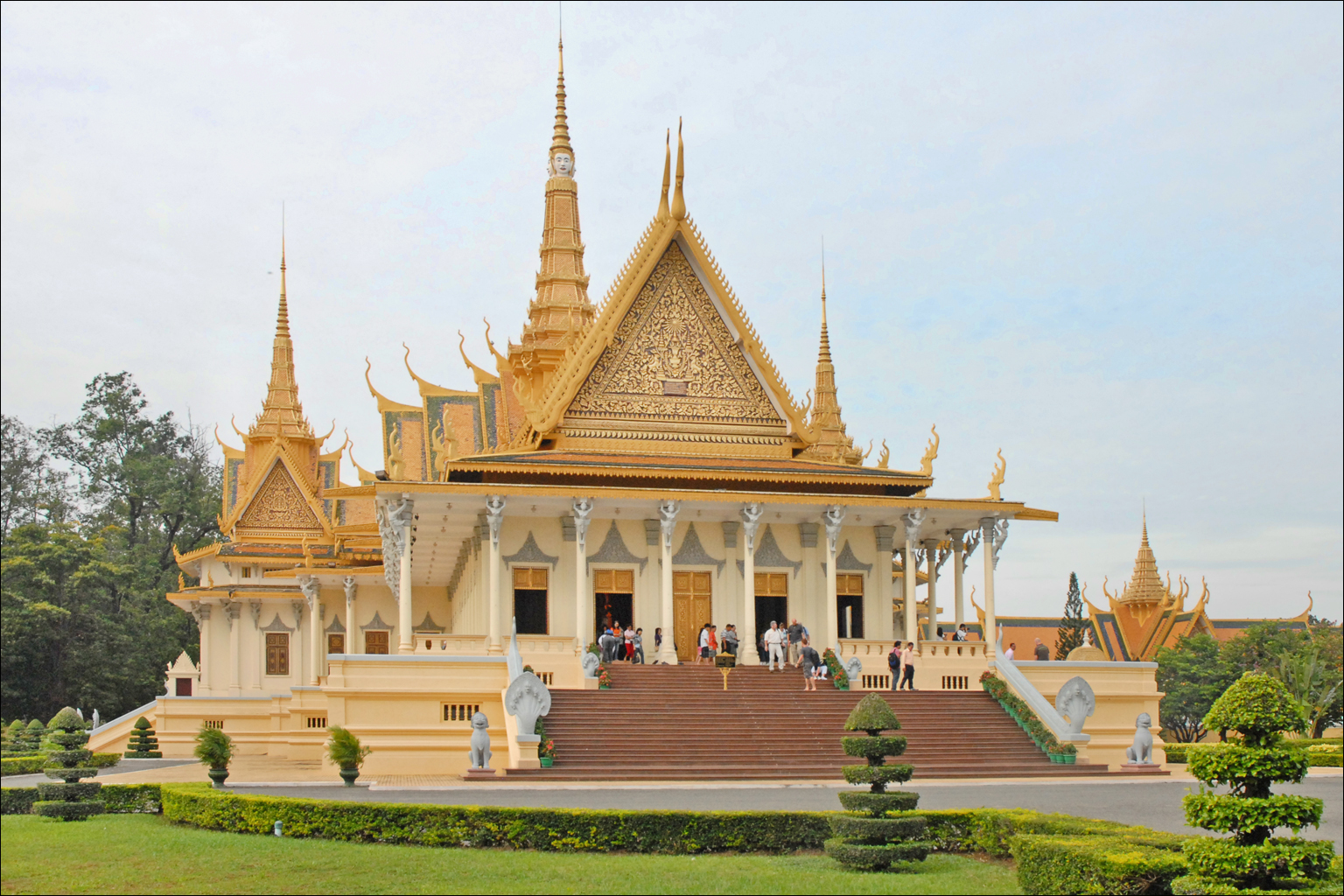
De troonzaal

Het Koninklijk Paleis van Cambodja (Khmer: ព្រះបរមរាជវាំង) is een gebouwencomplex in de Cambodjaanse hoofdstad Phnom Penh. Het beslaat een oppervlak van 17,5 hectaren waarvan een gedeelte toegankelijk is voor toeristen. Het paleis werd gebouwd in de periode 1866 - 1870 nadat koning Norodom de hoofdstad van Oudong naar Phnom Penh verplaatste. Het paleis werd op een voormalige citadel gebouwd en ligt op de plek waar de Tonlé Saprivier en de Mekong samenkomen. Het bestaat uit verschillende gebouwen. Zoals het Khemarin Moha Prasat waar de koning verblijft, de troonzaal, het Maanlichtpaviljoen en de Zilveren Pagode.